# رايتشل غرين
رايتشل كارين غرين (بالإنجليزية: Rachel Karen Green)‏ هي شخصية خيالية، وواحدة من ست شخصيات أساسية ظهرت في مسلسل السيت كوم (كوميديا الموقف) الأمريكي أصدقاء. جسدت الشخصيةَ الممثلة جينيفر أنيستون، من ابتكار كل من ديفيد كرين ومارتا كوفمان، وظهرت في جميع حلقات المسلسل البالغ عددها 236 حلقة خلال مدة عرضه التي دامت عقدًا، منذ حلقته الأولى في 22 سبتمبر من عام 1994 وحتى الأخيرة في 6 مايو من عام 2004. تُقدَّم في الحلقة التجريبية على أنها عروس ساذجة هاربة يلتم شملها مع أعز صديقات طفولتها مونيكا غيلر وتنتقل إلى مدينة نيويورك. تتطور رايتشل تدريجيًا من «مدللة أبيها» عديمة الخبرة إلى سيدة أعمال ناجحة. خلال الموسم الثاني من المسلسل، تنخرط الشخصية في علاقة غرامية مع صديقها، وأخ مونيكا الأكبر، روس، ويحافظان على علاقة مُعقدة من انفصال وعودة متكررين على امتداد المسلسل. تُنجب الشخصيتان طفلة تُدعى إيما.
عُرض دور رايتشل في الأصل على الممثلة تيا ليوني، وكانت الخيار الأول للمنتج، والممثلة كورتني كوكس، ورفضتاه كلتاهما؛ رفضت ليوني لصالح دور البطولة في مسلسل السيت كوم الحقيقة المجردة، وفضلت كوكس دور مونيكا أعز صديقات رايتشل في أصدقاء. كانت أنيستون وقتها ممثلة غير معروفة فعليًا، ولعبت دور البطولة سابقًا في خمسة مسلسلات سيت كوم قصيرة الأجل، وقامت بتجربة أداء لدور رايتشل بعد رفضها عرضًا للإنضمام إلى قائمة ممثلي عروض المشهد القصير ساترداي نايت لايف. بعد أن حصلت على الدور، وقبل أن يُبث أصدقاء، كانت أنيستون في خطر خسارة الدور عرضيًا لأنها كانت مشتركة بمسلسل سيت كوم آخر، التخبط، في الوقت نفسه، لكنه أُلغي في النهاية ومكّن ذلك أنيستون من البقاء في أصدقاء.
بقي تلقي النقاد شخصيةَ رايتشل إيجابيًا بصورة ثابتة طوال عقد من عرض أصدقاء، بعد أن أسند إيه. في. كلوب الكثير من نجاح المسلسل الأولي لشخصية رايتشل. مع ذلك، نُقد بعض من قصتها السردية، وبالتحديد علاقتها الغرامية مع صديقها جوي تريبياني في الموسم العاشر. أسست قاعدتَها الشعبية لتجسيدها الشخصية الانفعالية في المسلسل، وسُميت من وقتها واحدة من أعظم الشخصيات التلفزيونية على الإطلاق، بينما أطلقت قصة الشعر التي حظيت بها الشخصية في الموسم الثاني ظاهرة عالمية خاصة بها. سُميت بـ«الرايتشل» تيمنًا بها، واستمرت ملايين النسوة حول العالم بتقليد قصة شعر الشاغ الخاصة بالشخصية وما زالت واحدة من أكثر القصات شعبية في التاريخ، بغض النظر عن امتعاض أنيستون ذاتها منها. اعتُبرت رايتشل أيضًا أيقونة في الموضة نتيجة تأثيرها في مجال لباس النساء في تسعينيات القرن العشرين. في هذه الأثناء، يُضرب المثل بعلاقة الشخصية مع روس كواحدة من أكثر العلاقات المحبوبة في البرامج التلفزيونية.
تُعتبر شخصية رايتشل الدور الذي انطلقت منه أنيستون، ويُنسب إليها الفضل في جعلها أشهر ممثلي المسلسل وإطلاق مسيرة أفلامها الناجحة. ثناءً على أدائها في دور رايتشل، ربحت أنيستون كلًا من جائزة إيمي للممثلة الرئيسية المبدعة في مسلسل كوميدي، وجائزة غولدن غلوب لأفضل ممثلة - مسلسل تلفزيوني موسيقي أو كوميدي.

## الدور
ظهرت رايتشل لأول مرة في الحلقة التجريبية لمسلسل أصدقاء كعروس هاربة مضطربة بعد أن تترك خطيبها باري فاربر (ميتشل وتفيلد) عند المذبح. تحدد مكان صديقتها المفضلة في المدرسة الثانوية مونيكا غيلر (كورتني كوكس)، الشخص الوحيد الذي تعرفه في مدينة نيويورك، والتي توافق علي السماح لرايتشل بالبقاء معها بينما تحاول إعادة تنظيم حياتها. تلتقي رايتشل بأصدقاء مونيكا فيبي بوفيه (ليزا كودرو)، وجوي تريبياني (مات لوبلانك)، وتشاندلر بينغ (ماثيو بيري) وتُصادقهم، أثناء لم شملهم مع شقيق مونيكا الأكبر روس غيلر (ديفيد شويمر)، والذي يكنّ لها مشاعر رومانسية غير متبادلة منذ المدرسة الثانوية. بعد أن اعتمدت في السابق علي أموال والديها طوال حياتها بهدف وحيد هو الزواج من ثري، تحاول رايتشل إعادة اكتشاف نفسها كامرأة شابة مستقلة من خلال العمل نادلة في سنترال بيرك، مقهى يتواصل فيه أصدقاؤها الجدد مع بعضهم بانتظام. كانت فظيعة في الوظيفة، لكنها تظل موظفة لأن المدير، غانثر (جيمس مايكل تايلر)، يحبها.
مع انتهاء الموسم الأول، تكتشف رايتشل أن روس يحبها، وأيضًا، تدرك أنها تحبه. عندما تذهب لتخبره، تجده بدأ علاقة مع امرأة تُدعي جولي (لورين توم). ومع ذلك، يختار روس في النهاية رايتشل علي جولي، ويتواعد الثنائي لبقية الموسم الثاني. لكن علاقتهما تبدأ في التدهور في منتصف الموسم الثالث بعد أن تترك رايتشل وظيفتها في المقهي من أجل العمل في مجال الأزياء. بينما تصبح منشغلة بشكل متزايد بوظيفتها الجديدة، يشعر روس بالغيرة من رفقة رايتشل مع زميلها في العمل مارك (ستيفن إيكولدت)، وتبلغ ذروتها عندما تقرر رايتشل أنهما يجب أن "يأخذا استراحة" من علاقتهما. يفسر روس هذا علي أنه علامة علي انفصالهما وينام مع امرأة أخري بعد أن اتصل برايتشل وعلم أن مارك معها. يجتمع روس ورايتشل مجددًا في اليوم التالي، لكنها تنفصل عنه بعد أن علمت بخيانته.
في الحلقات التي أعقبت الانفصال، يصبح رايتشل وروس معاديين في البداية تجاه بعضهما البعض، لكنهما يستمرا في حمل مشاعر تجاه بعضهما البعض. خلال إجازة في منزل علي الشاطئ مع أصدقائهما، يتصالح رايتشل وروس لفترة وجيزة عندما ينهي علاقته مع بوني (كريستين تايلور)، لينفصلا مرة أخري بسبب خلاف بعد وقت قصير من عودتهما إلي نيويورك. خلال الموسم الرابع، تواعد رايتشل عميلها جوشوا بورغين (تيت دونوفان)، بينما يواعد روس ابنة أخت رئيسه إميلي (هيلين باكسندل)، والتي يخطبها في النهاية. بشكل تنافسي، تتقدم رايتشل لخطبة جوشوا، ما يخيفه لأن طلاقه لم ينته بعد. تدرك رايتشل أنها لا تزال تحب روس وتأتي إلي لندن لوقف حفل زفافهما. تقرر عدم التصرف بناءً علي ذلك عندما تري مدي سعادته بإميلي، لكن روس ينطق اسم رايتشل عن طريق الخطأ أثناء تبادل عهود الزواج. يطلق روس إميلي في النهاية بعد أن تطلب منه إنهاء صداقته مع رايتشل.
في نهاية الموسم الخامس، تزوج روس ورايتشل وهما في حالة سُكر أثناء إجازتهما مع أصدقائهما في لاس فيغاس. في الموسم السادس، يريد روس في البداية أن يظل متزوجًا من رايتشل، لكنها تقنعه بالحصول علي الطلاق. يخبر رايتشل أنه فعل ذلك لكنه يعترف لفيبي بأنهما ما زالا متزوجين. تكتشف رايتشل ذلك في النهاية وتملأ نموذج الإلغاء، لكن تم رفض طلب الإلغاء بسبب قيامها بتوجيه مزاعم لا أساس لها ضد روس وبسبب علاقتهما السابقة، مما يجبر الاثنين علي تقديم طلب الطلاق بدلاً من ذلك. بعد التوقيع علي الأوراق، يعترفا بأنهما إذا تزوجا بشكل صحيح، فسيكون هذا هو الزواج الذي سيستمر. في الموسم السابع، يمارس روس ورايتشل الجنس، وتحمَل رايتشل. تنجب رايتشل فتاة في الموسم الثامن وتُسمي الطفلة إيما غيلر غرين؛ اسم إيما هدية من مونيكا، والتي كانت تحتفظ بالاسم سابقًا لطفلتها. بسبب سوء فهم، تعتقد رايتشل أن جوي تقدم لخطبتها، بعد أن أخبرها أنه يحبها قبل بضعة أشهر، في حين أنه التقط ببساطة خاتم خطوبة روس. يعيش رايتشل وروس معًا كزملاء في الغرفة غير رومانسيين خلال النصف الأول من الموسم التاسع. بعد مشاجرة بعد تقبيلها لزميلها غافين (ديرموت مولروني) وإعطاء رقم هاتفها لرجل التقت به في الحانة، تترك رايتشل روس وتعود للعيش مع جوي.
في نهاية الموسم التاسع، تبدأ رايتشل في تطوير مشاعرها تجاه جوي. يعترف جوي بأنه لا يزال لديه مشاعر تجاه رايتشل، ويقررا تجربة المواعدة. ومع ذلك، ينفصلا في الموسم العاشر، لأن علاقتهما الرومانسية تزعج روس ولأنهما يدركا أنهما لن ينجحان كثنائي.
تجد رايتشل في النهاية فرصة عمل في فرنسا، لكنها تعيد التفكير عندما يخبرها روس بأنه لا يزال يحبها. تقرر رايتشل في النهاية البقاء وإحياء علاقتها مع روس، وتنزل من الطائرة في اللحظة الأخيرة.
في الحلقة الأولى من المسلسل الفرعي/التكملة جوي، أُشير ضمنيًا إلي أن روس ورايتشل تزوجا مرة أخري بعد وقت قصير من أحداث الحلقة الأخيرة لمسلسل أصدقاء، حيث أخبر جوي أخته جينا (دريا دي ماتو) أن جميع أصدقائه قد تزوجوا. في حلقة "جوي والانفصال"، أثناء مناقشة علاقته مع سارة (ميدشن أميك)، يذكر جوي رايتشل لجينا، ولكن ليس بالاسم، باعتبارها المرأة الوحيدة التي اعترف لها بحبه، مما أدي إلي حسرة قصيرة عندما لم ترد رايتشل بالمثل علي مشاعره، حيث قال جوي: "كنا نعيش معًا، وكانت حاملاً بطفل أعز أصدقائي وانتهي بها الأمر معه."
خلال حلقة لم الشمل الخاصة لعام 2021، قال كل من ديفيد شويمر وجينيفر أنيستون إنهما تخيلا أن روس ورايتشل تزوجا مرة أخري بعد نهاية المسلسل.

## الشعر

جينيفر أنيستون بقصة شعرها الشهيرة "الرايتشل" خلال أحداث "حلقة زوج فيبي". استمرت قصة الشعر لتصبح واحدة من أكثر قصات الشعر شعبيةً في التاريخ.

تشير "الرايتشل"، سُمي علي اسم شخصيتها، إلي شعر شاغ ذو طبقات نطاطة مُستوحي من الطريقة التي تم تصفيف شعر أنيستون بها في مسلسل أصدقاء بين عامي 1994 و1996، خلال الموسمين الأول والثاني من المسلسل. ظهرت "الرايتشل" لأول مرة في الحلقة العشرين من المسلسل "حلقة طبيب مُقوم الأسنان الشرير". اعتقدت أنيستون أن مصفف شعرها، كريس ماكميلان، ابتكر قصة الشعر عندما كان تحت تأثير الماريغوانا. سرعان ما أصبحت "الرايتشل" مشهورة بين النساء، لتطلق صيحة شعر عالمية. تزامنت شعبية "الرايتشل" مع شعبية أصدقاء خلال منتصف وأواخر التسعينيات. قدرت مجلة ماري كلير أن 11 مليون امرأة قامت بتصفيفة الشعر علي مدار العقد، في حين حددت صحيفة ديلي إكسبريس أن تصفيفة الشعر كانت الأكثر شعبيةً بين النساء البريطانيات، واللاتي ذهبن إلي صالونات تصفيف الشعر "يحملن صور أنيستون في المجلات" وطلبن من مصففي الشعر إعطائهن المظهر.
وفقًا لدي فانيتي فير، "شعبية قصة الشعر واسعة النطاق ... في السنة الأولي للمسلسل عززت مسلسل كوميديا الموقف في وقت مبكر باعتباره ذا تأثير كبير عندما يتعلق الأمر بالأناقة". تظل "الرايتشل" واحدة من قصات الشعر الأكثر شهرةً في التاريخ، وأصبحت أكثر قصات الشعر شعبيةً في الولايات المتحدة منذ قصة شعر الممثلة فرح فاوست. يرجح مصففو الشعر أن جاذبيته وشعبيته يرجعان إلي طوله المتوسط وحجمه، بالإضافة إلي ميله إلي إظهار الوجه بشكل جذاب. ووصفها مصفف الشعر مارك وولي بأنها "قصّة تُغري الجميع تقريبًا، ومُصممة لجعل المرأة تبدو جميلة". غالبًا ما يتم تصنيف "الرايتشل" من بين أعظم تسريحات الشعر وأكثرها شهرةً في التاريخ، حيث وضعتها مجلة ريدبوك في المرتبة الرابعة وصنفتها مجلة تايم في المرتبة التاسعة. حددت صحيفة هافينغتون بوست أن قصة الشعر هي واحدة من "أكثر قصات الشعر التلفزيونية شهرةً في التاريخ". صنفت يو إس ويكلي "الرايتشل" في المرتبة السابعة عشر من بين أكثر قصات الشعر شهرةً. وصنفت مجلة غلامور "الرايتشل" في المرتبة الرابعة في قائمة المجلة "لأفضل 100 قصة شعر في التاريخ". كما صنفتها المجلة ضمن "أفضل شعر يتم الحصول عليه زين الشاشة الصغيرة"، بينما صنفتها كأكثر قصة شعر لا تُنسي في تاريخ التلفزيون. وصنفتها صحيفة سيدني مورنينغ هيرالد علي أنها ثاني أعظم قصة شعر تلفزيونية، بينما صنفت مترو "الرايتشل" كثاني أفضل قصة شعر للشخصية. واحتلت المرتبة السادسة في قائمة إنترتينمنت ويكلي لـ"25 لحظة أزياء غيرت إنترتينمنت"، وصُرح أن قصة الشعر هي أكثر قصات الشعر "المرغوبة" في عصر كلينتون.
قالت زهرة بارنز من مجلة سيلف مازحةً إن شعر رايتشل كان دائمًا "النجم الحقيقي للمسلسل". مشيدةً ب"الرايتشل" باعتبارها واحدة من أعظم قصات الشعر علي التلفزيون، اعتقدت سارة كاريلو من مجلة إيلي أن شعبيتها "ساعدت في جعل أصدقاء الظاهرة التي كان عليها". رأي توم غيشا من بالتيمور صن أن أصدقاء أنتج عددًا قليلاً من العبارات الآسرة التي لا تُنسي مقارنةً بمعاصريه، ويعزو الكثير من تراث المسلسل إلي تصفيفة الشعر، واصفًا إياها بأنها "الاتجاه الثقافي الوحيد" في المسلسل. شعر جوش روبرتسون من مجلة كومبلكس أنه "مع قصة الشعر، والشهرة التلفزيونية، والموهبة الحقيقية في الكوميديا ... مجتمعة، أصبحت أنيستون نجمة كبيرة"، لتحل محل كورتني كوكس. وافقت هانا ليونز باول من غلامور علي أن تصفيفة الشعر جعلت أنيستون "أيقونة الشعر الحاسمة في التسعينيات والمالكة الفخورة لما يمكن القول أنها تصفيفة الشعر الأكثر شهرةً وتأثيراً في التاريخ". وفقًا لدي جيم فوريل من مجلة بيست، "أصبحت 'الرايتشل' هي ما يميز العقد، ووصفتها بأنها "تعريف التأثير". ومع ذلك، شعرت ريبيكا كوكس من غلامور بالامتنان لأن تصفيفة الشعر ظلت في التسعينيات.
في حلقة الموسم الثاني "حلقة عرس المثليتين"، أشارت رايتشل إلي شعبية قصة شعرها عندما اشتكت من أن والدتها المتغطرسة تحاول إعادة ابتكار حياتها بعد حياتها، متأسفةً، قالت "ألا يمكنها فقط تقليد قصة شعري؟" علي الرغم من ارتباطها بقصة الشعر، إلا أن أنيستون لم تعجبها التصفيفة. وجدت صعوبة في الحفاظ علي تصفيفة الشعر دون مساعدة ماكميلان، وقالت "كنت ألعن كريس في كل مرة اضطررت فيها إلي تجفيف شعري. استغرق الأمر ثلاث فرش—لقد كان الأمر مثل إجراء عملية جراحية!" وأنها ستُفضل حلق رأسها بدلاً من تصفيفه لبقية حياتها. منذ أنيستون، صفف العديد من المشاهير الآخرين أشكالًا مختلفة من "الرايتشل"، من بينهم الممثلات كاميرون دياز، ورايتشل مكأدامز، وإيما واتسون، وريس ويذرسبون، وجوليا روبرتس، والممثلة الكوميدية تينا فاي، وعارضة الأزياء تايرا بانكس، والمغنية ليلي ألين.